# 3000 миль до рая
3000 миль до рая (укр. 3000 миль до раю) — російський пост-хардкор-гурт, заснований 2005 року у Санкт-Петербурзі. Гурт виконує пісні у жанрах: пост-хардкор, емо та інді-рок. У творчому доробку колективу 3 студійні альбоми, декілька синглів та відеокліпів.

## Учасники гурту
- Лазарєв Ілля — гітара, вокал
- Потапов Павло — гітара
- Бєляєв Олег — бас
- Лебедєв Степан — ударні
- Містер Х — семпли, клавіші

## Дискографія
- 2006 — Сердца В Атлантиде
- 2007 — Последний хит осени
- 2009 — Ниже Ангелов

## Відеографія
- Сердца в атлантиде (live, 2006)
- Любить сложнее, чем убивать любовь (2007)
- Миллионы Лет Назад (2008)
- Минус я (Live, 2008)
- Ниже Ангелов (2009)
- Путь Самурая (2010)